# Adriaan van Royen
Adriaan van Roijen (Leiden, 11 november 1704 - aldaar, 28 februari 1779) was een Nederlandse arts en botanicus.
Van Roijen, lid van de familie Van Roijen, werd aan de Leidse universiteit onderwezen in de botanie en de geneeskunde door Herman Boerhaave. In 1728 studeerde Van Royen af als arts. In 1729 begon hij als lector met onderwijs te geven in de botanie. In 1730 werd hij aangesteld als directeur van de Hortus botanicus Leiden als opvolger van Boerhaave. In 1732 werd hij aangesteld als gewoon hoogleraar in de botanie en de geneeskunde. Tot 1754 bleef hij hoogleraar in de botanie en directeur van de Leidse hortus, waarna hij werd opgevolgd door zijn neef David van Royen, de zoon van zijn oudere
broer David van Royen, secretaris van de curatoren van de Leidse universiteit. Tot 1775 bleef hij nog wel hoogleraar in de geneeskunde. In 1742, 1758 en 1770 werd Van Royen tijdelijk aangesteld als rector magnificus van de Leidse universiteit.
In 1736 werd de oppervlakte van de Leidse hortus van 2230 m² uitgebreid naar 7165 m² om te kunnen concurreren met de horti van Amsterdam en Utrecht en hun opleidingen in de botanie en geneeskunde. Voor deze uitbreiding werden meerdere huizen aangekocht en vervolgens afgebroken om plaats te maken voor beplanting. Tevens werd in 1736 in de hortus een lotusboom (Diospyros lotus) aangeplant, die er heden ten dage nog steeds staat. Tussen 1740 en 1744 werd naar een ontwerp van Daniël Marot de Oranjerie aangelegd, een gebouw dat nu nog steeds in de hortus aanwezig is.
Van Royen maakte de komst van de Zweedse natuuronderzoeker Carl Linnaeus mee, die de Leidse hortus tussen 1735 en 1738 meerdere malen bezocht. In de winter van 1737/1738 verbleef Linnaeus in het huis van Van Royen en adviseerde hij Van Royen bij de opzet van de rangschikking van de planten in de hortus. Linnaeus vernoemde het plantengeslacht Royena naar Van Royen, tegenwoordig wordt dit beschouwd als een sectie van Diospyros onder de botanische naam Diospyros sect. Royena.
In 1752 arriveerde tekenaar en botanicus Nicolaas Meerburgh als werknemer bij de hortus. Onder Adriaan van Royen was Meerburgh nog onderknecht, maar onder David van Royen zou hij promoveren tot hortulanus.